# Cusiala piperitaria
Cusiala piperitaria là một loài bướm đêm trong họ Geometridae.